# Iran Mall

Sala de los Espejos en el Iran Mall.

El Iran Mall (en persa, ایران مال) es un centro comercial en Teherán, República Islámica de Irán, de 1.950.000 metros cuadrados de extensión, considerado el más grande del mundo.  El complejo multifuncional, aún en desarrollo, abrió al público en mayo de 2018. Pertenece al Ayandeh Bank.
La idea original de levantar un complejo de tal magnitud procede del empresario iraní Ali Ansari, quien también ha sido el jefe ejecutivo en la construcción del Iran Mall.

## Atracciones

### Bazar tradicional
El bazar tradicional del Iran Mall se inspira en los mercados de Isfahán, Kashan, Shiraz, Qazvin y Qom. Arquitectónicamente recuerda diversos ejemplos de la arquitectura persa de varias épocas históricas. 

### Jardín Didar
El techo del Jardín Didar de 14 metros de longitud está hecho en cristal y está decorado con fuentes y palmeras. 

### Jardín Mahan
El Jardín Mahan cuenta con una longitud de 170 metros y un área de 16.000 metros cuadrados.

### Sala de los Espejos
La Sala de los Espejos se basa en la homónima del Palacio de Golestán.

### Biblioteca
El Iran Mall ofrece una estructura separada conocida como la Biblioteca Jondishapur, basada en la Universidad de Jondishapur. 

### Tienda de coches
Localizada en el oeste del Iran Mall.

## Hotel y World Trade Center

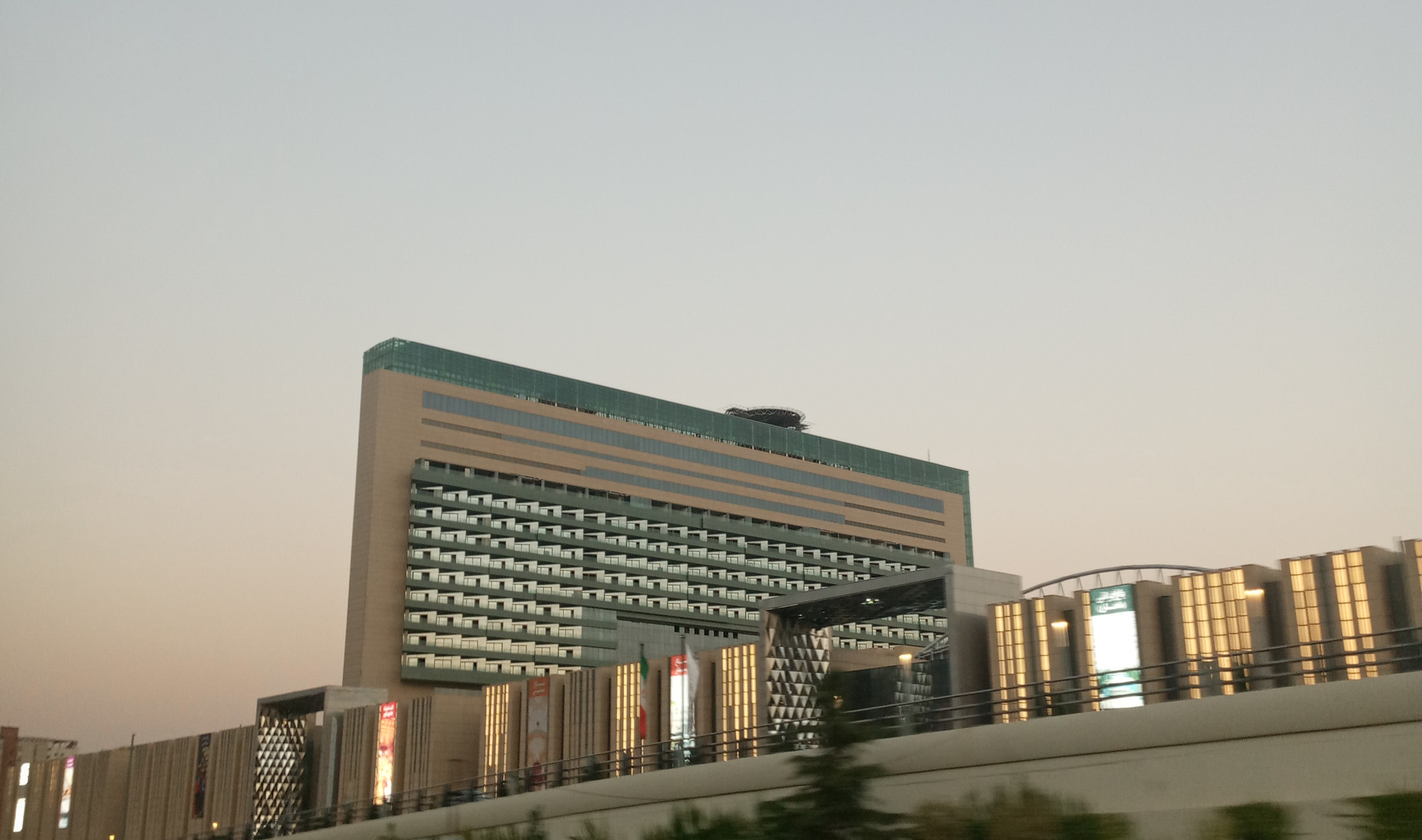
Iran Mall Hotel

El Hotel Iran Mall es una de las partes más grandes de este complejo, situado en la parte oriental del Iran Mall, tiene 18 plantas y hasta 300 habitaciones. El World Trade Center, que es una torre localizada en el ala oeste del Iran Mall, se halla aún en construcción. 